# Хаматханов, Джабраил Кунтиевич
Хаматханов Джабраил Кунтиевич (ингуш. Хаматхананаькъан Кунтий Джабраил; 28 октября 1901; село Длинная Долина, Назрановский округ, Терская область, Российская империя — весна 1979, Чечено-Ингушская Автономная Советская Социалистическая Республика) — общественный деятель ЧИАССР, первый редактор газеты «Сердало» после реабилитации ингушского народа. Директор многочисленных образовательных учреждений в горных районах нынешней Ингушетии, а также Северной Осетии.
Джабраил Хаматханов, ранее занимавший ответственные должности в просвещении, на партийной и хозяйственной работе, имел опыт организаторской и воспитательной работы. Он сумел за короткое время создать сплоченный работоспособный коллектив и начать выпуск газеты, прерванный тринадцать лет тому назад.

## Биография

### Происхождение
«Согласно записям отца, родился я 28 октября (15 октября по старому стилю) 1901 года в селе Длинная Долина Назрановского округа Терской области. В тринадцатом поколении в роду.

Село наше лежало в живописной и красивой долине реки Терек, на её Восточном берегу, в 12-ти километрах к югу от города Владикавказа. До покорения Кавказа царским империализмом, на восточной стороне Терека жили ингуши, на западной - осетины, и река Терек служила естественной природной границей…»
— из личного дневника редактора Хаматханова Джабраила Кунтиевича.
Хаматханов Джабраил Кунтиевич 28 октября (15 октября по старому стилю) 1901 года в селе Длинная Долина Назрановского округа Терской области в семье Хаматханова Кунты Эстмаровича,  коммерсанта и переводчика-толмача с русского, турецкого, грузинского и ингушского языков для турецкого посла в Москве. По национальности ингуш.
Родом Хаматхановы из с.Пхьемат, Джейрахского района. Прадед Чӏерма и дед Эстмар имели торговые связи с Грузией и дети их - Кунта и Лорса, отец Хаматхановой Лиды Лорсаевной (Лорса Лида), - жили и учились у грузинского князя. Дочь грузинского князя влюбилась в Кунта и, чтобы не потерять дружбу с князем, он уехал и женился на Плиевой Нати Джанхотовне, матери Джабраила, настоящей ингушской амазонке, скакавшей в молодости на лошади лучше любого джигита, стрелявшей из лука и ружья.
В семье Кунта Эстмаровича Хаматханова было семеро детей: четыре мальчика — Джабраил, Понси, Беслан, Султан, и три девочки — Лиза, Дерметхан, Дуги. Кунта, прививая им свойственное для ингушского народа трудолюбие, уважение к родителям, почитание старших и многое другое, знал, что детям надо дать образование, чтобы они видели жизнь дальше своей родины, и чтобы были полезны для своего народа. Возможность обучаться заграницей родины была доступна не всем ингушам, и, несмотря на это, двое сыновей Кунта учились в Москве, третий - в Киеве, четвертый - в Баку.

### Собственная семья
В 1933 году женился на Цуровой Аби Исаевной (Эсиевной, Иссиевной), дочери царского и советского офицера Цурова Исы (Эси) Мансуровича (Мовсаровича), который под видом «украденной девушки» спас Серго Орджоникидзе, когда белые захватили власть во Владикавказе. Жена Серго — Зинаида, ещё долго скрывалась в их доме под видом прислуги. Уходя, она подарила матери Аби добротную шаль и жемчужное ожерелье, которые достались жене Джабраила, но остались там, на Кавказе, у тех, кто успел их забрать в феврале 1944 года во время сборок в депортацию. Кроме того, в доме Цуровых также располагалась жена Котэ Цинцадзе.
Вместе с женой Аби воспитал 5-х дочерей и 2-ух сыновей.
1. Аза Хаматханова (Цицкиева) — заслуженный учитель Республики Ингушетия, автор и соавтор учебных книг и методичек по ингушскому языку.
2. Мадина Хаматханова (Беркинхаева) — заслуженный учитель ЧИАССР.
3. Макка Хаматханова (Марзиева) — учитель географии с многолетним стажем, уважаемый педагог в Ингушетии.
4. Старший брат, Магомед Джабраилович, долгие годы работал корреспондентом в Чечено-Ингушской республиканской газете «Сердало».
5. Младший брат, Бек Хаматханов, был подводником.
6. Фатима Хаматханова (Дахкильгова) — педагогом.
7. Марем Хаматханова (Льянова) — знаменитая грозненская швея.

### Смерть
Весной 1979 года Джабраил заболел раком желудка. Неделю провёл в больнице, а дальше всё время был дома. К нему часто приходили врачи, но он отказывался от любых капельниц, лекарств. Он говорил: «Эта болезнь неизлечима и зачем вы хотите, чтобы я дольше мучился». Всегда был весёлым, шутил, успокаивая посетителей. Кололи ему лишь только успокоительное. Врачей он не отпускал, пока они не поедят чӏапилгаш.
Сотни спасённых им мальчишек, многие из которых стали уважаемыми и достойными людьми, пришли во двор Хаматхановых в день смерти Джабраила с поникшей головой, принесли с собой по обычаю в пожертвование бычка и сказали много добрых слов, отдавая дань памяти и уважения человеку, выведшему их в жизнь.

## Образование
Когда в России началась революция, Джабраил Хаматханов был на последнем курсе военного училища. Отсюда молодых курсантов забрал в свою Добровольческую армию генерал Деникин. Но судьба ребят оказалась трагической. Зимой в Ростове их поголовно настигла эпидемия брюшного тифа. Курсантов оставили умирать в заброшенном сарае где-то под Ростовом. Джабраил чудом остался жив. В бреду он интуитивно подполз к закрытым воротам сарая, и, спасаясь от высокой температуры, стал обтирать себя снегом, загребая его из-под ворот. К его счастью, вовремя подоспели красноармейцы, преследовавшие Деникина, что и спасло ему жизнь. Он единственный остался жив. Отныне дальнейшая судьба Джабраила была связана с большевиками.

После революционного бума Джабраил вернулся в Москву. Он поступил в МГУ на физико-математический факультет. Дальше его образовательный путь лежал в аспирантуру по базовой специальности. Об этом в своей книге «Они стояли у истоков» на стр. 75 А.Д. Яндиев пишет: 
«Секретариат крайкома партии 19 сентября 1932 года утвердил решение обкома партии о переброске руководящего областного актива на постоянную работу в районы в связи с формированием районов Ингушской области. Были направлены: А.Плиев - председатель облколхозсоюза, Д.Хаматханов - аспирант научно-исследовательского института». 
Параллельно он работал корреспондентом газеты «Правда» и проходил двухгодичный курс в высшей партийной школе в Коммунистическом университете трудящихся Востока (КУТВ).

## Работа
Хаматханов Джабраил Кунтиевич основал школы в горных районах Ингушетии, руководил машинно-тракторной станцией в Надтеречном районе, возглавлял советскую партийную школу во Владикавказе. В годы войны работал директором советской партийной школы. Когда враг подошёл близко к Владикавказу, семью эвакуировали в селение Балта. Джабраила назначили здесь директором школы, а его семье при этом же здании дали для проживания две комнаты на втором этаже. 
Открыл школу-интернат в с.Хамхи в начале 1930-х годов. Об этой школе-интернат в своей книге «Ингушетия в веках» пишет З.М-Т. Дзарахова в разделе «Развитие образования в первой половине XX века». Во время депортации ингушского народа горные жители Ингушетии, в том числе женщины и дети, были загнаны в здание школы-интерната и заживо сожжены.
В Джейрахе, будучи директором этой школы, он проработал пять лет. В 1939 году (тогда партия направляла на работу) за хорошую работу в горах его направляют руководителем советской партийной школы (совпартшкола) в город Владикавказ, где готовили первые ингушские кадры для работы в советских и партийных органах.
Работая директором Балтийской школы, Джабраил получил правительственное письмо с надписью - «Совершенно секретно» (так получали коммунисты первое сообщение), где сообщалось, что ингушей и чеченцев скоро сошлют, а когда и куда не было сказано. Джабраил рассказал неприятную новость своему товарищу Цурову Султану Исаевичу (Иссиевичу), чтобы тот оповестил людей и чтобы они готовились к ссылке, но ему не поверили.
Джабраил, организовывал всё новые и новые цеха для рабочих, такие как швейные, где шили рабочие тёплые перчатки, фартуки для молочной фермы, из рогозы делали циновки, плели корзины, вязали платки, варежки, носки и всё вручную. Люди имели кое-какие доходы для существования (хлебные карточки).
В город Кызыл-Орде на реке Сырдарье его назначили директором Дома учителя. Проработав четыре года, его назначили директором ФЗУ при обувной фабрике города. В те годы семье было запрещено покупать в магазинах обувь местной фабрики, чтобы люди не подумали, что берут с производства.

Весной 1957 года было получено сообщение о том, что Джабраила Кунтиевича вызывают в Москву. Был указ о восстановлении Чечено-Ингушской республики, и для восстанавливающейся республики нужны были национальные кадры. И Джабраил был назначен в 1957 году первым редактором газеты «Сердало». Первый номер восстановленной газеты вышел в июне (21) 1957 года. Каждый период их деятельности в должности редактора республиканской газеты имел свои особенности, как в политическом аспекте, так и по задачам, стоявшим перед газетой. В основном, это было время, когда всё делалось по подсказке и под жёстким контролем коммунистической партии. Редактор неволен был самостоятельно определять направление газеты, а содержание публикации должно было быть подчинено политике того периода.
"Тем не менее, многих из них и сегодня называют емким словом «смелый редактор», потому что они были преданы своему народу и его делу».
— Газета «Сердало» за 1 мая 1993 года.
Джабраил Хаматханов, ранее занимавший ответственные должности в просвещении, на партийной и хозяйственной работе, имел опыт организаторской и воспитательной работы. Он сумел за короткое время создать сплоченный работоспособный коллектив и начать выпуск газеты, прерванный тринадцать лет тому назад. Первый полноформатный номер восстановленной газеты вышел 21 июня 1957 года на ингушском языке. Часть тиража была отпечатана красочно в двух цветах (памятные номера). На первой полосе стояла передовая статья. (Были такие статьи в советское время, в которых обобщенно показывали успехи сегодняшнего хозяйственного и культурного строительства и ставились задачи, которые предстояло выполнить). Статья в газете называлась «Дружная семья советских народов». Хаматханов хорошо справился с задачей возрождения газеты, сформировал творческий коллектив редакции. Многие из тех, кто тогда пришел в газету, позже стали известными журналистами, литераторами, ответственными работниками партийных, советских и хозяйственных органов. Джабраил был человеком чутким, требовательным и принципиальным. Ему были чужды обман, фальшь и необъективность.
Джабраил любил шутить. Разговаривая с собеседником, он подбрасывал шуточку. Это он делал для того, чтобы с собеседника снять скованность.
Довольно хорошо играл в шахматы – в эту древнюю дворянскую игру, имеющую большое культурное и воспитательное значение. Шахматной игрой он заразил многих работников редакции. Они увлеченно стали играть в свободное от работы время в шахматы. Благодаря Хаматханову игра в шахматы в последующие годы в редакции стала традиционной. Иногда даже командные встречи организовывали в редакции по шахматам с работниками редакций других газет.
По любому политическому вопросу все писатели, поэты и специалисты собирались вокруг Джабраила. Джабраил был настоящим политиком и знатоком по всем вопросам. Его очень уважали и с ним считались. В том числе в особенно близких отношениях он находился с известными Базоркиным Идрисом, Муталиевым Хаджи-Бекиром.
Джабраил обладал великолепным ораторским искусством. За точной речью всегда была точность мысли, чувств, точность восприятия себя и собеседника. Он был смел в разговоре, всегда имел собственное мнение и смело его высказывал. Джабраил всегда полностью цитировал Ленина по национальному вопросу, называя страницы, и тем часто удивлял собеседника или представителя власти.
И вот после длительного духовного голода ингуши были по-особому одухотворены радостью своей полноценности, равноправности, со всеми другими народами страны. Все писатели, поэты, научные работники, преподаватели торопились наверстать упущенное во время ссылки. Все дружно помогали друг другу. Были случаи, когда Хаматханов уступал свой кабинет известному художнику Даурбекову Гӏази, чтоб он скорее нарисовал картину, не пускал его домой.
В 1959 году Джабраил составил и издал «Книгу для чтения» для школ взрослых. В ней по темам и собраны произведения ингушских писателей, посвященные проблемам образования и мира, родные ингушскому краю, родной земле и красоте природы края.
В 1961 году Джабраил ушёл на пенсию, сколько его не уговаривали остаться, работать в той системе он больше не захотел. Пенсия, правда, была достойной. Долгая госслужба. Значительное время Джабраил ещё ходил на партийные собрания в редакцию, принимал участия в обсуждениях различных вопросов. Последний раз он был в редакции в 1975 году, чиновники требовали (был указ обкома партии) осуждение митинга того года. На этом собрании в буквальном смысле заставляли, чтобы Султан Шадиев осуждал своего тестя Султана Плиева, но тот не соглашался. Здесь Джабраил резко осудил работников, членов горком партии присутствующих на собрании и ушёл. С тех пор он больше не ходил на собрания, отказавшись от партийного билета. После этого Джабраил ходил в парк-Трек, там играл в шахматы, постоянно брал книги с Чеховской библиотеки.

## В депортации «Чечевица»
Начало пути в ссылку. В вагоне, в котором они ехали, умер довольно молодой человек, с ним была мать, жена и трое маленьких детей. В то время умерших насильно забирали и просто по пути выбрасывали в сугробы. Мать этого человека умоляла Джабраила не выдавать умершего сына, говоря, что она будет считать его живым, если сможет ходить к его могиле. В вагоне было шесть семей с детьми, посередине вагона стояла буржуйка, её топили, чтобы не замерзнуть. Были среди них и те, которые украдкой пытались выдать мертвеца. Но Джабраил выстоял до конца. Довезли до места пребывания в село, животноводческий совхоз, недалеко от г. Щучинска. Оз.Щучье в Кокчетавской области. Там и похоронили этого человека, где мать считала себя счастливой, имея могилу своего сына.
В ссылке все работали чернорабочими, все были без документов, официально подтверждающих личность человека. И вот в этом совхозе с утра умер один человек, но бригадир совхоза запретил Джабраилу хоронить его днем. Было сказано, чтобы похоронили после работы. Но Джабраил возразил бригадиру, сказав, что человека надо похоронить до темна. Он был самостоятельным и справедливым, и это качество он пронес через всю свою жизнь. Даже в тех бесправных тяжелых условиях. И бригадир замахнулся кнутом на него, но Джабраил отобрал у него кнут и пригрозил, затем наспех похоронив человека, ушёл в лес. На второй день после ссоры прибыли документы Джабраила, бригадир отдал их семье. И его поставили председателем артели в г. Щучинске. Рабочих мест не было, а нуждающихся, голодных - сосланных, безработных было много.
В городе было много детей-беспризорников, в основном чеченских. В Кызыл Орде жили, за исключением нескольких семей, депортированные чеченцы. Хаматханов решил походатайствовать перед руководством и открыть для них школу-приют при фабрике. Где он только потом ни отлавливал детей: на крышах домов, в подвалах, на рынке, на вокзалах. Порой и ночевал там. «Надо спасать наше будущее», — говорил он. И вот, три класса мальчишек от 13 до 15 лет сели за парты. После окончания начальной школы они стали работать прямо на фабрике.
К Хаматханову обратилась за помощью мать Мовладина Жаналхановича Тасуева. Он учился в ФЗУ у Джабраила, и мать была обеспокоена, что сын не слушается её — пьёт, курит, играет в карты. Джабраилу приходилось с ним работать, а иногда и наказывать его по-отцовски строго. Мальчик к удивлению матери бросил все дурные привычки, стал учиться, работать. На радостях мать решила отблагодарить Джабраила и стала забрасывать живых кур во двор, через забор. Долго ловили, не зная, кто это, и, наконец, поймали женщину. Джабраил долго с ней беседовал и, собрав, вернул ей всех кур.

После смерти Джабраила Мовладин появился во дворе Хаматханова. Он пояснил, кто он, и сказал: 
«Живу я в Пригородном районе, директор школы, и благодаря Джабраилу Кунтиевичу стал человеком. Мать всю дорогу молилась за него, и была очень благодарна за меня».